# Jahrhunderthaus Bochum

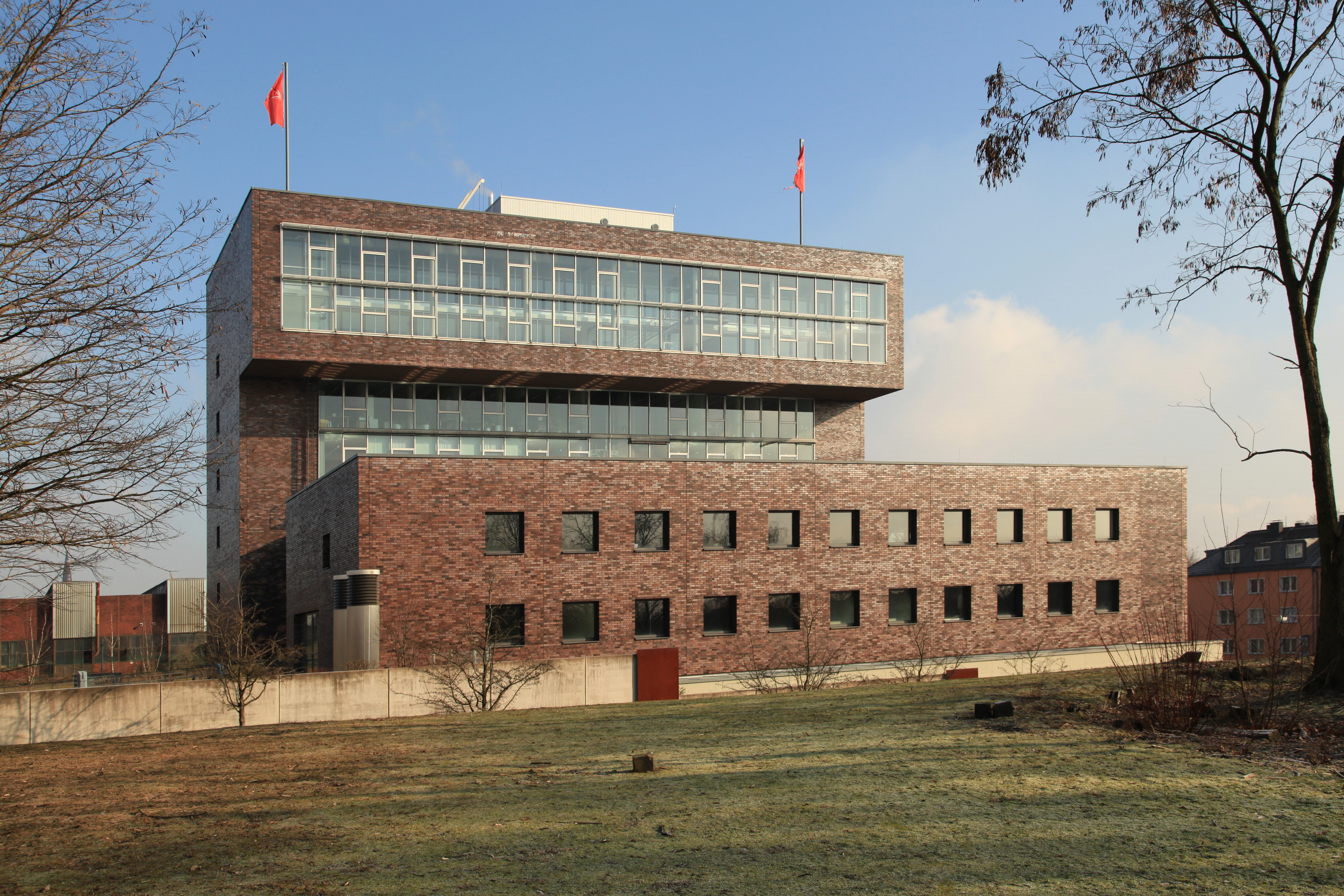
Jahrhunderthaus Außenansicht

Das Jahrhunderthaus Bochum ist das Gewerkschaftshaus der IG Metall in Bochum. Es wurde von 2004 bis 2005 errichtet. Als Landmarke setzt das Jahrhunderthaus ein städtebauliches Zeichen im Westpark Bochum. Der Baukörper besteht aus zwei massiven Gebäuderiegeln unterschiedlicher Höhe, die von einer transparenten Glashalle verbunden werden. Gestalt und verwendete Materialien des Bürogebäudes nehmen Bezug auf die Tradition der funktionalen Bauten der Montanindustrie des Ruhrgebietes, die geprägt ist durch die Verwendung von Ziegel, Stahl und Glas. Der Entwurf stammt von Professor Krenz Architekten.